# Základy společenských věd
Pojmem základy společenských věd se nejčastěji rozumí název předmětu vyučovaného na školách gymnaziálního typu, střední škole, vyšší odborné škole apod.
Tento předmět nestojí sám o sobě, ale je shrnutím těchto vědních oborů:
- filozofie
- psychologie
- politologie
- ekonomie
- etiky
- estetiky
- ekologie[zdroj⁠?!]
- sociologie
- právní vědy